# Верхние Сюрзи
Ве́рхние Сюрзи — река в России, протекает по территории Юкаменского района Удмуртии, левый приток Лекмы.
Берёт начало у населённого пункта Шаши, течёт на северо-восток. Высота истока — 220 м над уровнем моря. Впадает в реку Лекма около деревни Жувам. Имеет один небольшой приток слева. В районе деревни Одинцы построен автомобильный мост. У деревни Сюрзи на реке создан пруд.